# دانشگاه الکفیل
دانشگاه الکفیل (به عربی: جامعة الکفیل) یک دانشگاه در عراق است که در نجف واقع شده‌است.